# Dinastía IV de Egipto

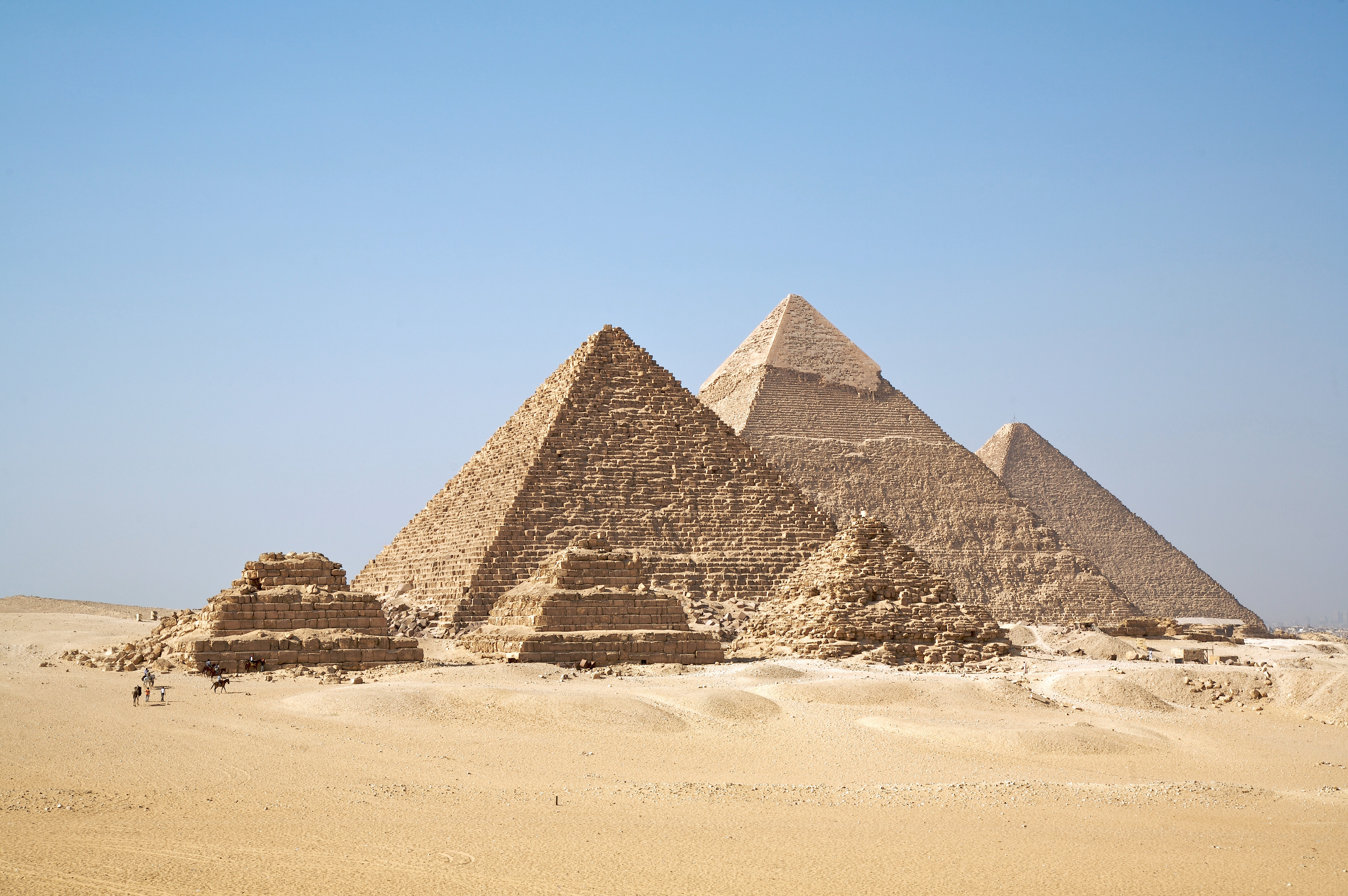
Pirámides de la meseta de Guiza.

La Dinastía IV o Cuarta Dinastía forma parte del Imperio Antiguo de Egipto. Se inicia cerca de 2613 a. C. con el reinado de Seneferu y termina ca. 2494 a. C. con el de Shepseskaf (o tal vez con Dyedefptah, citado por Manetón). Estos faraones mantuvieron su capital en Menfis, al igual que los de la dinastía III. No se conoce bien cómo finalizó esta dinastía; el único indicio es que varios dirigentes y altos funcionarios de la cuarta dinastía están documentados permaneciendo con el mismo cargo durante la siguiente dinastía V bajo el reinado de Userkaf.

## Historia
El primer faraón de esta dinastía, Seneferu, es considerado a veces como el gobernante más poderoso del Reino Antiguo. Como tal, fue venerado en épocas posteriores. La pirámide de Meidum, probablemente iniciada por Huny en la tercera dinastía, fue completada por él. Además, construyó dos pirámides en Dahshur. Su hijo fue Jufu, el dueño de la Gran Pirámide en Guiza. El constructor y arquitecto fue Hemiunu (una gran estatua de él fue encontrada en una tumba cerca de la pirámide. Ahora está en el Museo Pelizaeus en Hildesheim). Jufu permitió que sus cortesanos construyeran sus propias mastabas alrededor de su pirámide. Su madre, Hetepheres I, también está enterrada en una tumba cercana, donde se encontraron gran cantidad de muebles y joyas de oro y plata. Después de su muerte, varios de sus hijos compitieron entre sí por el trono. Jafra es el gobernante más conocido y de más largo reinado de ellos. Su hijo Menkaura solo se convirtió en rey después de vencer a un rey rival. Con el tiempo, nuevas luchas por el trono anunciaron el fin de la dinastía. El surgimiento del culto del dios sol Ra tuvo un importante desarrollo religioso en esta dinastía. Dyedefra, otro hijo de Jufu, fue el primer rey en llamarse "hijo de Ra".

## La dinastía IV en los textos antiguos
- La Lista Real de Abidos y la Lista Real de Saqqara muestran los faraones más importantes de esta dinastía.
- El Canon Real de Turín, que registra algunos nombres de los reyes de esta dinastía, cita dos nombres perdidos, que el escriba indicó con la palabra egipcia usf, "perdidos".
- Sexto Julio Africano informa que Manetón dio los nombres Bijeris y Tamftis en esas posiciones, mientras que Eusebio de Cesarea no los menciona. Algunas autoridades (tal como K. S. B. Ryholt) sugieren que Africano da una posible versión egipcia de estos nombres en su lista; otros lo descartan totalmente.
- Los primeros documentos conocidos del contacto de Egipto con sus vecinos son escritos durante esta dinastía. La Piedra de Palermo registra la llegada de cuarenta barcos cargados con madera procedentes de una tierra extranjera innominada durante el reinado de Seneferu.
- Los nombres de Jufu y Dyedefra se grabaron en las canteras de gneis el desierto occidental, 65 km al noroeste de Abu Simbel; objetos fechados en los reinados de Jufu, Jafra, y Menkaura se ha descubierto en Biblos y del reinado de Jafra aún más lejos, en Ebla, como evidencia de obsequios diplomáticos o tratos comerciales.

## Faraones de la Dinastía IV
| Nombre     | Nombre helenizado | Comentarios | Años de reinado |
| ---------- | ----------------- | --- | --------------- |
| Seneferu   |                   | Emprendió expediciones bélicas contra Nubia y Libia | 29              |
| Jufu       | Keops             | Heródoto le atribuye la Gran Pirámide de Guiza, con la colaboración de su hija                                                                               | 26              |
| Dyedefra   |                   | Se le atribuye la pirámide, totalmente en ruinas, de Abu Roash, situada unos ocho km al norte de Guiza                                                       | 8               |
| Jafra      | Kefrén            | Heródoto le atribuye la segunda pirámide de Guiza. | 25              |
| Baefra     |                   | Gobernante efímero | 1 (?)           |
| Menkaura   | Micerino          | Se le atribuye la tercera pirámide de Guiza, se inspiró en la construcción de su tío Dyedefra. Su sarcófago reposa frente a las costas de Cartagena (España) | 12              |
| Shepseskaf |                   | Se hizo construir, como edificio funerario, una enorme mastaba al sur de Saqqara                                                                             | 8               |
| Dyedefptah |                   | Incluido por algunos egiptólogos siguiendo a Manetón (Tamftis)                                                                                               | 9(?)            |

- Años de reinado según el Canon Real de Turín

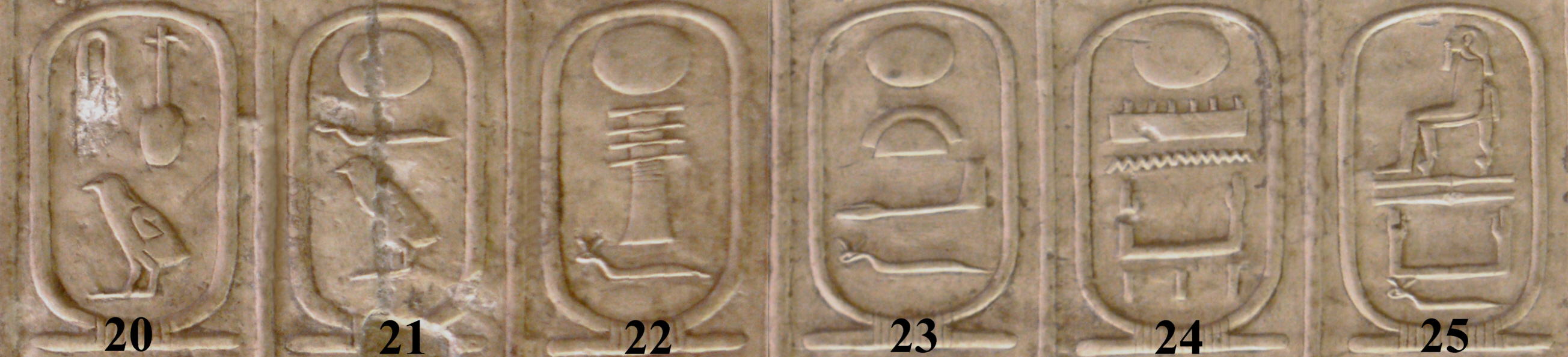
Lista Real de Abidos. Cartuchos 20-25.